# 캄차카강

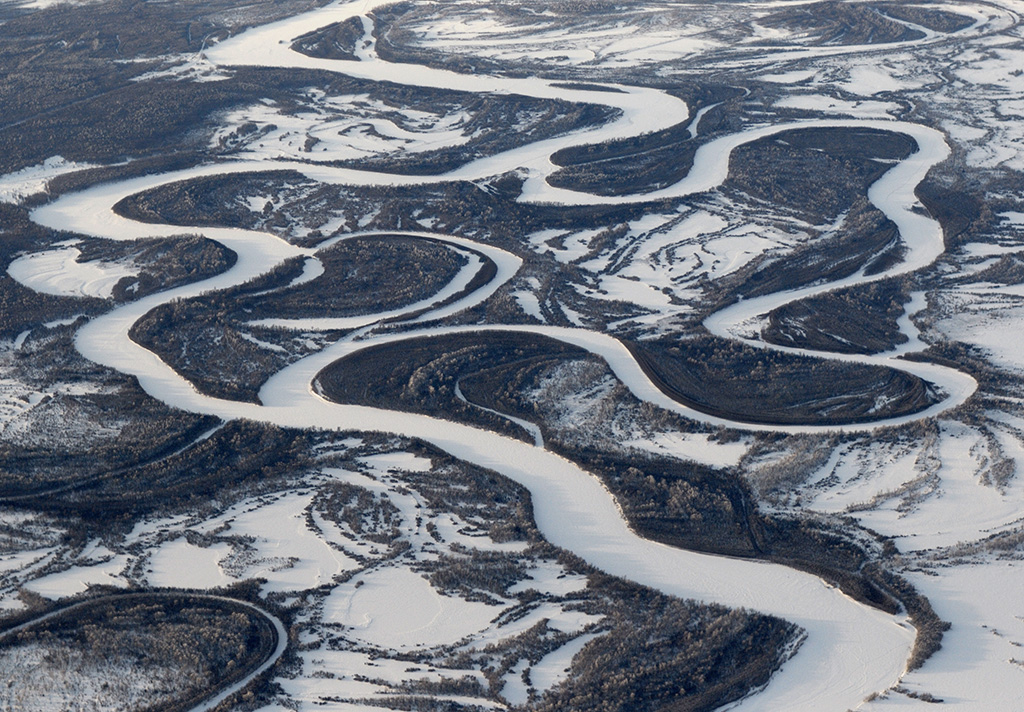

캄차카강(러시아어: Камчатка река, 문화어: 깜챠뜨까 강)은 러시아 극동에 있는 캄차카 지방을 흐르는 길이 758 km의 강이다. 태평양으로 흘러간다. 캄차카강 유역의 주요 도시로는 우스티캄차츠크가 있다.